# Двенадцать апостолов (броненосец)
«Двена́дцать апо́столов» — российский барбетный броненосец Черноморского флота. Заложен в 1888 году, спущен на воду в 1890 году. Назван в честь двенадцати апостолов — непосредственных учеников Иисуса Христа.

## История
В феврале 1888 года в Николаеве состоялась закладка барбетного корабля совершенно нового типа. Проектное задание предусматривало небольшой, дешёвый, но вместе с тем сильный броненосец — требования, часто выдвигавшиеся, но редко выполнимые. «Двенадцать апостолов» оказался весьма удачным приближением к решению столь непростой задачи. Конечно, при проектном водоизмещении чуть больше 8000 т не могло идти и речи о полном бронировании борта; но цитадель вышла достаточно протяжённой и хорошо защищённой. Пришлось отказаться и от высокого борта — в ущерб мореходности и возможности вести огонь в плохую погоду. Пострадала и средняя артиллерия: осталось всего четыре 6-дюймовых орудия; но зато они имели броневую защиту. Корабль получил значительную перегрузку в ходе постройки, но даже при этом он рассматривался специалистами как более удачный, чем балтийские «тараны» «Александр II» и «Николай I».
Руководство постройкой корабля было возложено на Главнокомандующего флота и портов Чёрного моря вице-адмирала А. А. Пещурова.
Спуск на воду был назначен на 30 августа 1890 года, но, ввиду затвердевания смазки на спусковых полозьях, состоялся 1 сентября 1890 года в 10 часов 30 минут.
Введенный в строй в 1892 году, «Двенадцать апостолов» скромно прослужил свои девятнадцать лет, не поучаствовав ни в одном боевом походе. Единственная боевая операция, в которой участвовал броненосец — безуспешная попытка усмирения восставшего броненосца «Князь Потемкин Таврический» в июне 1905 года, вошедшая в историю, как «немой бой».
В апреле 1911 года выведен из боевого состава флота, разоружен и в 1912 году переоборудован в «Блокшив № 8».
С весны 1918 года находился на хранении в Севастопольском порту, в 1926 году разобран на металл. По некоторым сведениям корпус броненосца сохранялся до начала тридцатых годов.

### Известные командиры
- хх.хх.1890 — 01.01.1894 — капитан 1-го ранга Саблин, Павел Фёдорович
- 01.01.1894 — хх.хх.1897 — капитан 1-го ранга Федосьев, Евгений Петрович
- 20.01.1897 — 24.08.1900 — капитан 1-го ранга Лощинский, Михаил Фёдорович
- 20.09.1900 — хх.хх.1902 — капитан 1-го ранга Вишневецкий, Фёдор Фёдорович
- 06.12.1902 — после 02.07.1905 — капитан 1-го ранга Коландс, Митрофан Николаевич
- хх.хх.хххх — 09.10.1906 — капитан 1-го ранга Мязговский, Александр Иванович
- 09.10.1906 — хх.01.1907 — капитан 1-го ранга Васильев, Иван Григорьевич
- 22.01.1907 — 03.03.1908 — капитан 1-го ранга Новицкий, Павел Иванович
- хх.хх.1908 — хх.хх.1909 — капитан 1-го ранга Петров, Дмитрий Дмитриевич
- 26.01.1909 — хх.хх.1909 — капитан 1-го ранга Дитерихс, Владимир Константинович
- Е. П. Елисеев 1911.
- А. П. Гезехус 1911.

## Корабль в кинематографе

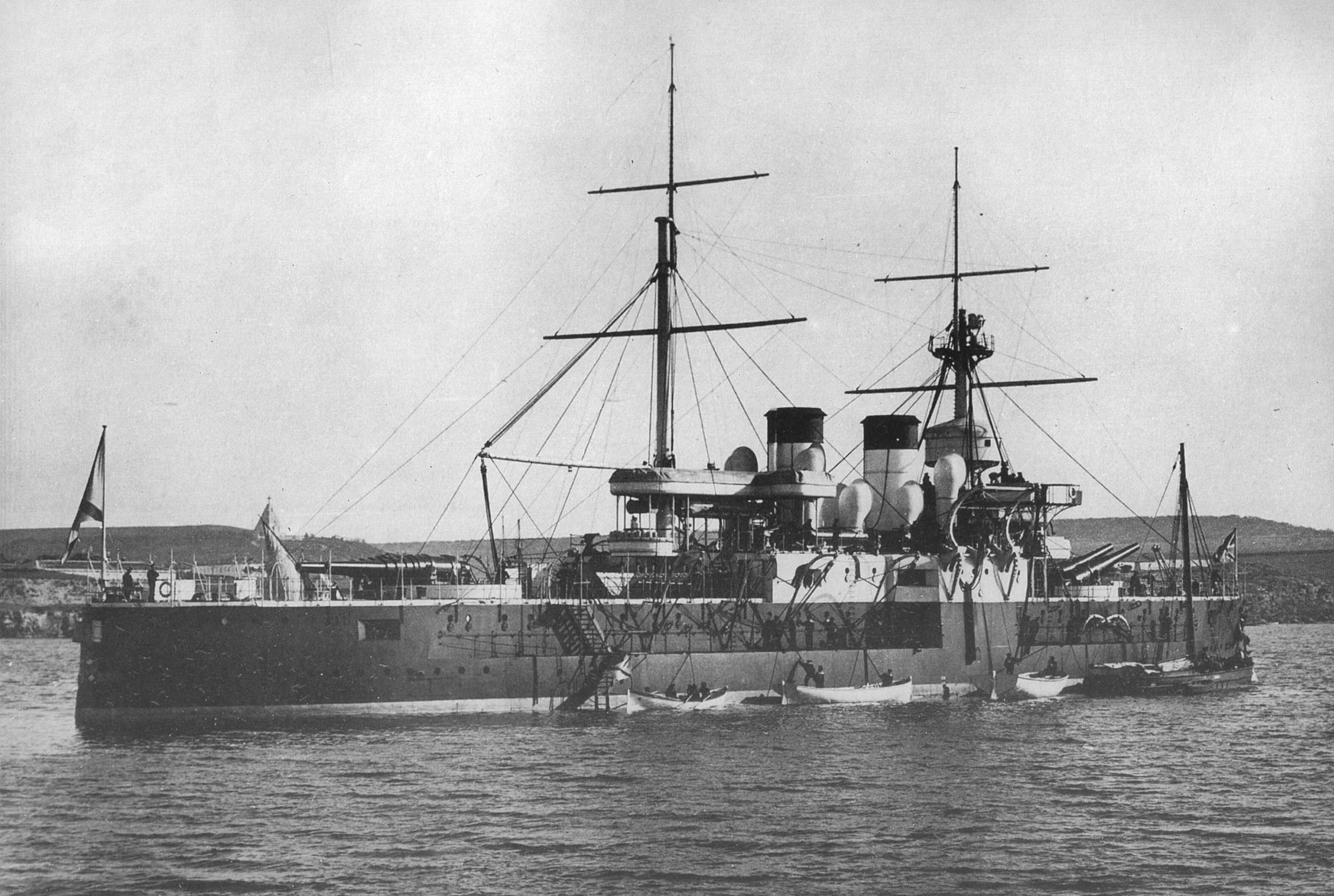
Броненосец «Двенадцать апостолов» вид с кормы

К моменту начала работы С. Эйзенштейна над фильмом Броненосец «Потёмкин» настоящий башенный броненосец «Князь Потёмкин-Таврический» находился в неудовлетворительном состоянии и готовился к утилизации. Поэтому вместо него снимался барбетный броненосец Черноморского флота «Двенадцать апостолов», хотя он был на 10 лет старше своего прославленного «сослуживца». Поскольку его барбеты имели противопульные броневые крыши куполообразной формы, не характерные для цилиндрических башен настоящего «Потёмкина», пришлось применять бутафорию.